# 曾鲲化

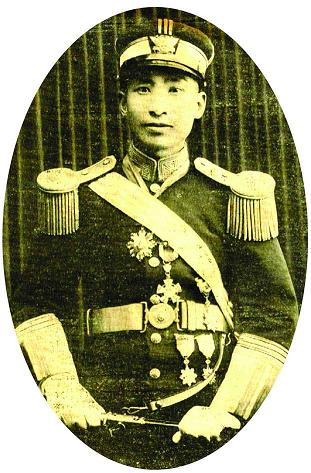
曾鲲化

曾鲲化（1882年—1925年），字抟九，湖南省新化县人，中华民国政治人物。在邮传部任职期间主张创办铁路管理学校，被认为是促使铁路管理传习所（现北京交通大学）建立的倡议者。

## 生平
早年从师游学甫。1889年，考入新化实学堂，与陈天华为友。1901年，公费赴日留学，考入成城学校，后转入私立岩仓铁道学院，担任大清留日学生总干事长，加入同盟会。1906年，回国进行调查，并撰写《中国铁路现势通论》，提出中国应当发展铁路事业，并亟待解决的主权、方法、人员、科学与教育这四类问题。1908年，他被徐世昌举荐至邮传部任职，期间他上书《上邮传部创办管理学堂书》，从而建立中国第一所高等管理学堂邮传部北京铁路管理传习所（现北京交通大学）。
曾鲲化还亲自在学堂开创并讲授统计学和交通文学两门学科，撰成《统计学教科书》、《交通文学》两部著作。此外，曾鲲化还在燕京大学、南开大学等学校担任统计学兼职教授。